# Corinnomma olivaceum
Corinnomma olivaceum är en spindelart som beskrevs av Simon 1896. Corinnomma olivaceum ingår i släktet Corinnomma och familjen flinkspindlar.
Artens utbredningsområde är Etiopien. Inga underarter finns listade i Catalogue of Life.